# 拉埃利耶尔
拉埃利耶尔（法語：La Herlière，法語發音：[la ɛʁljɛʁ]）是法国上法蘭西大區加来海峡省的一个市镇，属于阿拉斯区。

## 地理
拉埃利耶尔（50°12'29"N, 2°33'33"E）面积5.4 平方千米，位于法国上法蘭西大區加来海峡省，该省份为法国北部沿海省份，西北濒北海，南至索姆省，东临北部省。
与拉埃利耶尔接壤的市镇（或旧市镇、城区）包括：巴万库尔、安贝尔康、圣阿芒、索尔蒂、巴约尔蒙、拉科希、戈迪昂普雷。

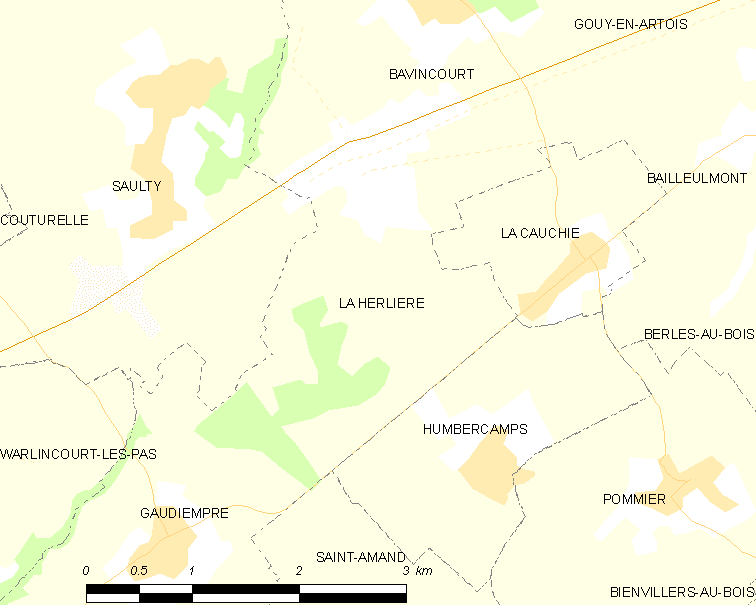
拉埃利耶尔的OSM定位图

拉埃利耶尔的时区为UTC+01:00、UTC+02:00（夏令时）。

## 行政
拉埃利耶尔的邮政编码为62158，INSEE市镇编码为62434。

## 政治
拉埃利耶尔所属的省级选区为阿韦讷勒孔特县。

## 人口

1962-2008年间拉埃利耶尔人口变化图示

拉埃利耶尔于2022年1月1日时的人口数量为136人。